# Golfo de Papagayo
Golfo de Papagayo är en bukt i Costa Rica.   Den ligger i kantonen Cantón Central de Liberia och provinsen Guanacaste, i den västra delen av landet, 210 km väster om huvudstaden San José.